# Косма (кардинал)
Косма (Cosma, также известный как Conte, Comes, Comte) — католический церковный деятель XI-XII веков. Возведён в ранг кардинала-дьякона церкви Санта-Мария-ин-Аквиро на консистории 1088 года. Был папским легатом в Вентимилье. В 1125 году стал кардиналом-священником Санта-Сабина. Участвовал в выборах антипапы Анаклета II в феврале 1130 года. Был послан им в Палермо в качестве легата для коронования Рожера II.